# Zingel
Zingel is een geslacht van straalvinnige vissen uit de familie van de echte baarzen (Percidae).

## Soorten
- Zingel asper Linnaeus, 1758
- Zingel balcanicus Karaman, 1937
- Zingel streber Siebold, 1863
- Zingel zingel Linnaeus, 1766